# 小行星4582
小行星4582（英語：4582 Hank）是一颗围绕太阳公转的小行星。1989年3月31日，卡罗琳·舒梅克在帕洛马山发现了此天体。
这颗小行星的绝对星等为121.08246等。